# 坂川優
坂川 優（さかがわ まさる、1952年（昭和27年）10月28日 - 2008年（平成20年）2月2日）は、日本の政治家、実業家。福井県議会議員（通算5期）、福井県議会議長（第80代）、福井市長（2006年3月～2007年10月、在任1期）を歴任。

## 来歴
福井大学教育学部附属小学校、福井大学教育学部附属中学校、福井県立藤島高等学校卒業。北海道大学工学部土木工学科中退。越前観光開発代表取締役社長をつとめた。
1983年（昭和58年）、福井県議会議員選挙に初当選（以後、通算5期つとめる）。
1990年（平成2年）2月18日執行の第39回衆議院議員総選挙に福井県全県区から無所属で立候補するも、落選。
1998年（平成10年）、第80代福井県議会の議長に就任。
2006年（平成18年）3月5日執行の福井市長選挙に、国民新党の推薦を受けて無所属で出馬し、初当選を果たした。
2006年（平成18年）7月、肝腫瘍のため入院。同年11月、公務復帰。2007年（平成19年）10月30日、体調不良のため福井市長を退任。
2008年（平成20年）2月2日、肝腫瘍のため死去。55歳没。死没日をもって旭日小綬章追贈、従五位に叙される。